# Elías Barreiro
Elías Barreiro (N. 1930 en Santiago de Cuba, Cuba) es un distinguido guitarrista y profesor cubano.

## Formación académica
Elías Barreiro comenzó sus estudios musicales en el Conservatorio Municipal de La Habana. El también estudió guitarra en Cuba con el reconocido profesor Isaac Nicola antes de establecer su residencia en los Estados Unidos, en 1966. Más tarde, Barreiro recibió clases de posgrado del Maestro Andrés Segovia en Santiago de Compostela, España.

## Guitarrista
Elías Barreiro participó como concertista de guitarra en numerosos conciertos realizados en Cuba y en el extranjero, tanto como solista, como acompañado por orquesta y grupos de cámara. El ofreció su primera presentación pública en el Lyceum de Ciego de Ávila, Camagüey, Cuba, y su primer concierto en los Estados Unidos en el Dixon Hall Auditorium de la Universidad de Tulane, en 1966. Como resultado de ese concierto, la Universidad le ofreció una posición como profesor de guitarra en esa institución educativa. Barreiro también ha realizado numerosas grabaciones.

## Profesor
Hasta su reciente retiro, Elías Barreiro fungió como Jefe del Programa de Guitarra en la Universidad de Tulane. Muchos de sus estudiantes realizan conciertos regularmente y ocupan posiciones en las facultades de prestigiosas universidades a través de los Estados Unidos.

## Otras actividades
Barreiro ha participado como miembro del jurado en numerosos concursos nacionales e internacionales, y también ha arreglado para la guitarra y editado cerca de cuarenta libros de música para ese instrumento. El ha publicado con: Hansen Publications, the Willis Music Company, Editions Orphee, y ahora exclusivamente con Mel Bay Publications. Dos selecciones del libro/CD de Barreiro Guitar Music of Cuba, publicado por Mel Bay Publications fue utilizado como música incidental en el film de la MGM Original Sin.

## Premios y reconocimientos
Barreiro recibió en 1992 un Mentor Award de la Guitar Foundation of America. En el año 2000, él recibió un reconocimiento por sus logros profesionales en el New Orleans International Music Colloquium; y una proclamación de la Ciudad de New Orleans por su destacado servicio a la comunidad.